# Healesville
Healesville (7 355 habitants) est une ville au nord-est de Melbourne dans l'État de Victoria, en Australie.

## Histoire
Le trafic vers les champs aurifères les plus éloignés Gippsland et Yarra Valley, dans les années 1860, a entraîné la formation d'une colonie sur la rivière Watts et son arpentage en tant que ville en 1864. Elle a été nommée d'après Richard Heales, premier ministre de  Victoria de 1860 à 1861. Le bureau de poste a ouvert ses portes le 1er mai 1865.
La ville est devenue le point de départ pour le Woods Point Goldfield avec la construction du Yarra Track dans les années 1870.

## Géographie
La ville se trouve à 62 km de Melbourne sur la rivière Watts, un affluent du Yarra.
La ville doit son nom à Richard Heales qui fut premier ministre du Victoria en 1860 et 1861.
La ville est surtout connue pour sa réserve animalière qui abrite des centaines d'animaux d'origine australienne et qui est l'un des deux seuls endroits où l'on ait pu faire reproduire des ornithorynques.